# Karel Holý (politik)
Karel Holý (26. února 1865 Štěpánovice – 13. září 1948 Švamberk u Třeboně) byl rakouský a český agronom, pedagog a politik, na počátku 20. století poslanec Říšské rady, ve 20. letech 20. století rektor Vysoké školy zemědělské v Brně.

## Biografie
Profesí byl zemědělským odborníkem, profesorem ekonomiky zemědělství. Publikoval práce v oboru. Vyučoval hospodářskou správovědu na hospodářské akademii v Táboře. Pedagogickou dráhu dočasně přerušil v roce 1910 s cílem naplno se věnovat dráze poslance.
Na počátku 20. století se zapojil i do celostátní politiky. Ve volbách do Říšské rady roku 1907, konaných poprvé podle všeobecného a rovného volebního práva, se stal poslancem Říšské rady za obvod Čechy 69. Usedl do poslanecké frakce Klub českých agrárníků. V parlamentu se zaměřoval na prosazení legislativy ohledně podpory družstevního skladovnictví. Roku 1911 rezignoval na poslanecký mandát a oznámil návrat k pedagogické a vědecké činnosti.
V letech 1920–1921 byl děkanem hospodářského odboru Vysoké školy zemědělské v Brně (VŠZ), v letech 1927–1928 působil jako rektor VŠZ.